# Микаэл (католикос)
Микаэл — 21-й глава алуанского католикосата Армянской апостольской церкви, пробыл на должности 35 лет, сменив предыдущего католикоса Симеона I.

## История
Духовенство Албании во главе с католикосом Микаэлом вело борьбу с распространёнными среди местной знати кровнородственными браками. Так, в этот период были преданы проклятию представители знати, женившиеся на родственницах в третьей степени родства, а также род албанского князя Варазо, который взял в жёны двоюродную сестру. Благословивший же этот брак картлийский католикос Талил был предан анафеме.